# Зет-Екгольт
Зет-Екгольт (нім. Seeth-Ekholt) — громада в Німеччині, розташована в землі Шлезвіг-Гольштейн. Входить до складу району Піннеберг. Складова частина об'єднання громад Ельмсгорн-Ланд.
Площа — 6,89 км2. Населення становить 873 ос. (станом на 31 грудня 2020).